# Географија Париза
Париз представља највећи и главни град Француске. Заузима место у централном делу Париског басена, над реком Сеном. Подељен је реком на два дела: на северну, "Десну обалу", која је већа и на јужну, "Леву обалу", која је мања. Град представља политичко, економско, образовно и културно средиште централизоване Француске државе, а и Европе.
Париз се простире на 105,4 km². Град садржи две велике градске шуме које га одвајају од предграђа: Булоњску и Венсенску шуму. Река Сена повезује Париз са унутрашњошћу земље (Бургундија) и са каналом Ламанш. Близина велике реке је била разлог за оснивање града на овом месту и најважнији фактор његовог развоја. Већи део града, који се налази на десној обали, посвећен је институцијама трговине и финансија, док лева обала са Латинском четврти представља универзитетски и стамбени центар. Острво Де  Сите се налази у срцу града, које је познато по томе што је на њему настало прво насеље у доба антике.

## Географски положај и величина града
Градско подручје Париза обухвата површину од 105,4 km². Шире градско подручје се простире на површини од 14 518 km². Просечна надморска висина износи 65 m. Париз је на истоку и западу окружен градским шумама које га одвајају од предграђа. Река Сена повезује Париз са унутрашњошћу земље и са каналом Ламанш. Смештен је у центру Париског басена. Река Сена га дели на два дела: на северну "Десну обалу" и на јужну "Леву обалу".
Париз у ужем градском подручју има 2 152 423 становника, са ширим подручјем има 9 318 821 становника.

## Администрација
Париз је засебан департман у Француској са бројем 75 и седиште административног региона Ил-д-Франс (Île-de-France). Сем Париског департмана у његов састав улазе и: Есон (Essonne) број 91, Сенски висови (Hauts-de-Seine) број 92, Сена Сен Дени (Seine-Saint-Denis) број 93, Сена и Марна (Seine-et-Marne) број 77, Долина Марне (Val-de-Marne) број 94, Долина Оазе (Val-d'Oise) број 95 и Ивлен (Yvelines) број 78.
Париз је подељен у двадесет нумерички организованих области (арондисмана). Арондисмани су распоређени по спиралној шеми, са првим арондисманом у центру града.

## Клима
Град се налази у умереној климатској зони. Средња годишња температура износи 10,8 °C, док је просечна годишња количина падавина 647 милиметара. Најтоплији је месец јул са просеком од 18,4 °C, а најхладнији јануар са 3,5 степена. Највише падавина има у мају, а најмање у фебруару.
 Париз има океанску климу и под утицајем је северноатлантске струје, што у град ретко доноси екстремно високе или ниске температуре, као талас врућине 2003, или талас хладноће 2006.

Париз има врућа и пријатна лета са просечним високим температурама од 25 °C и ниским од 15 °C. Зиме су хладне, али температура је око 3 °C до 8 °C, те се ретко спушта испод нуле. Пролеће и јесен има благе до повремено вруће дане и хладне вечери. Киша пада кроз годину, и премда Париз није особито кишовит град, познат је по изненадним пљусковима. Просечне годишње падавине су 642 mm са лаганом кишом равномерно распоређеном кроз годину. Снег је редак, али понекад је могућ лакши снег или мећава без накупљања.
| Клима Париза (1961—1990)                  | Клима Париза (1961—1990) | Клима Париза (1961—1990) | Клима Париза (1961—1990) | Клима Париза (1961—1990) | Клима Париза (1961—1990) | Клима Париза (1961—1990) | Клима Париза (1961—1990) | Клима Париза (1961—1990) | Клима Париза (1961—1990) | Клима Париза (1961—1990) | Клима Париза (1961—1990) | Клима Париза (1961—1990) | Клима Париза (1961—1990) |
| Показатељ \ Месец                         | .Јан.                    | .Феб.                    | .Мар.                    | .Апр.                    | .Мај.                    | .Јун.                    | .Јул.                    | .Авг.                    | .Сеп.                    | .Окт.                    | .Нов.                    | .Дец.                    | .Год.                    |
| ----------------------------------------- | ------------------------ | ------------------------ | ------------------------ | ------------------------ | ------------------------ | ------------------------ | ------------------------ | ------------------------ | ------------------------ | ------------------------ | ------------------------ | ------------------------ | ------------------------ |
| Апсолутни максимум, °C (°F)               | 15,3 (59,5)              | 20,3 (68,5)              | 24,7 (76,5)              | 27,8 (82)                | 30,2 (86,4)              | 34,4 (93,9)              | 35,4 (95,7)              | 39,3 (102,7)             | 32,7 (90,9)              | 28,0 (82,4)              | 20,3 (68,5)              | 17,1 (62,8)              | 39,3 (102,7)             |
| Средњи максимум, °C (°F)                  | 6,3 (43,3)               | 7,9 (46,2)               | 11,0 (51,8)              | 14,5 (58,1)              | 18,1 (64,6)              | 21,6 (70,9)              | 23,9 (75)                | 23,6 (74,5)              | 20,8 (69,4)              | 16,0 (60,8)              | 10,1 (50,2)              | 7,0 (44,6)               | 15,1 (59,2)              |
| Просек, °C (°F)                           | 4,2 (39,6)               | 5,3 (41,5)               | 7,8 (46)                 | 10,6 (51,1)              | 14,3 (57,7)              | 17,4 (63,3)              | 19,6 (67,3)              | 19,2 (66,6)              | 16,7 (62,1)              | 12,7 (54,9)              | 7,7 (45,9)               | 5,0 (41)                 | 11,7 (53,1)              |
| Средњи минимум, °C (°F)                   | 2,0 (35,6)               | 2,6 (36,7)               | 4,5 (40,1)               | 6,7 (44,1)               | 10,1 (50,2)              | 13,2 (55,8)              | 15,2 (59,4)              | 14,8 (58,6)              | 12,6 (54,7)              | 9,4 (48,9)               | 5,2 (41,4)               | 2,9 (37,2)               | 8,3 (46,9)               |
| Апсолутни минимум, °C (°F)                | −13,9 (7)                | −9,8 (14,4)              | −8,6 (16,5)              | −1,8 (28,8)              | 2,0 (35,6)               | 4,2 (39,6)               | 9,5 (49,1)               | 8,2 (46,8)               | 5,8 (42,4)               | 0,4 (32,7)               | −4,2 (24,4)              | −25,6 (−14,1)            | −25,6 (−14,1)            |
| Количина падавина, mm (in)                | 55 (21,7)                | 45 (17,7)                | 52 (20,5)                | 50 (19,7)                | 62 (24,4)                | 53 (20,9)                | 58 (22,8)                | 46 (18,1)                | 53 (20,9)                | 55 (21,7)                | 57 (22,4)                | 55 (21,7)                | 642 (252,8)              |
| Извор: Relevés Paris-Montsouris 1961-1990 |                          |                          |                          |                          |                          |                          |                          |                          |                          |                          |                          |                          |                          |

## Хидрографија Париза
Најпознатија река која протиче кроз Париз је Сена.
Сена је река у Француској дуга 777 km. Извор Сене се налази на 470 метара надморске висине у месту Сен Жермен на Сени у департману Златна обала. Ток реке углавном прати правац југоисток-северозапад. Улива се у Ламанш у близини града Аврa. Њен слив има површину од 78.650 km².

## Ајфелова кула
Ајфелова кула или Ајфелов торањ (франц. la Tour Eiffel) је метални торањ саграђен на Марсовим пољима у Паризу (Француска) и данас је знаменитост и симбол Париза. Саграђена је 1889. као експонат за Светску изложбу поводом прославе стогодишњице француске револуције. До 1930. године је била највеће здање на свету са својих 300 m висине. Име је добио по инжењеру који га је пројектовао Гиставу Ајфелу (франц. Gustave Eiffel). Данас је значајна туристичка атракција са преко 5,5 милиона посетилаца годишње.
Торањ је грађен од 1887. до 1889. године и послужио је као главна капија за улаз на Светску изложбу 1889 (франц. Exposition Universelle). Кула је инаугурисана 31. марта 1889. а свечано је отворена 6. маја исте године. Структура је састављена од 18,038 делова од ливеног гвожђа, уз помоћ 2,5 милиона заковица. Структурни прорачун је урадио Морис Кешлен (франц. Maurice Koechlin). За време изградње, захваљујући мерама безбедности које је Ајфел увео, погинуо је само један радник, што је за то време било изузетно достигнуће.
Ајфелова кула је висока 300 m (324 метра са касније постављеном телевизијском антеном) а метална структура је тешка 7.300 тона. Торањ је 40 година био највиша грађевина на свету. До врха има 1.665 степеница.
Одржавање торња се састоји у наношењу премаза на целу структуру од 50 тона боје сваких седам година ради заштите од корозије. Повремено се боја мења. Тренутно је торањ смеђе боје. Зависно од временских услова врх торња може да одступи од вертикале до 8 сантиметара у страну од Сунца. Померање настаје због неравномерног загревања метала на сунчаној и на страни у сенци.
Када је торањ саграђен, неки Парижани су сматрали да је ругло и да га треба порушити. Данас се сматра за једно од ремек дела архитектуре у свету.